# Collegio di Stalybridge and Hyde
Stalybridge and Hyde è un collegio elettorale situato nella Grande Manchester, nel Nord Ovest dell'Inghilterra, e rappresentato alla Camera dei comuni del Parlamento del Regno Unito. Elegge un membro del parlamento con il sistema first-past-the-post, ossia maggioritario a turno unico; l'attuale parlamentare è Jonathan Reynolds del Partito Laburista e Co-Operativo, che rappresenta il collegio dal 2010.

## Estensione
- 1918-1950: i borgo municipale di Dukinfield, Hyde e Stalybridge, i distretti urbani di Hollingworth e Mottram in Longdendale e il distretto rurale di Tintwistle.
- 1950-1983: i borgo municipale di Dukinfield, Hyde e Stalybridge, il distretto urbano di Longdendale e il distretto rurale di Tintwistle.
- 1983-1997: i ward del borgo metropolitano di Tameside di Dukinfield, Dukinfield Stalybridge, Hyde Godley, Hyde Newton, Hyde Werneth, Longdendale, Stalybridge North e Stalybridge South.
- dal 1997: i ward del borgo metropolitano di Tameside di Dukinfield / Stalybridge, Hyde Godley, Hyde Newton, Hyde Werneth, Longdendale, Mossley, Stalybridge North e Stalybridge South.

Il collegio copre l'area degli ex borough municipali di Stalybridge, Hyde e Mossley, oltre ai distretti urbani di Hollingworth e Mottram in Longdendale. Fino al 1997 comprendeva anche l'area dell'ex borough municipale di Dukinfield, che oggi forma parte del collegio di Denton and Reddish.

## Membri del parlamento
| Elezione | Elezione             | Deputato                   | Partito         |
| -------- | -------------------- | -------------------------- | --------------- |
|          | 1918                 | John Wood                  | Conservatore    |
| 1922     | John Phillips Rhodes |                            | Conservatore    |
|          | 1923                 | John Lincoln Tattersall    | Liberale        |
|          | 1924                 | Edmund Walter Hanbury Wood | Conservatore    |
|          | 1929                 | Hugh Hartley Lawrie        | Laburista       |
|          | 1931                 | Sydney Hope                | Conservatore    |
| 1935     | Philip Dunne         |                            | Conservatore    |
| 1937 (S) | Horace Trevor-Cox    |                            | Conservatore    |
|          | 1945                 | Gordon Lang                | Laburista       |
| 1951     | Fred Blackburn       |                            | Laburista       |
| 1970     | Tom Pendry           |                            | Laburista       |
| 2001     | James Purnell        |                            | Laburista       |
|          | 2010                 | Jonathan Reynolds          | Laburista Co-Op |

## Elezioni

### Elezioni negli anni 2020
| Partito                    | Partito                                      | Candidato                  | Risultati 4 luglio 2024 | Risultati 4 luglio 2024 |
| Partito                    | Partito                                      | Candidato                  | Voti                    | %                       |
| -------------------------- | -------------------------------------------- | -------------------------- | ----------------------- | ----------------------- |
|                            | Laburista Co-Op                              | Jonathan Reynolds          | 16 320                  | 43,83                   |
|                            | Reform UK                                    | Barbara Kaya               | 7 781                   | 20,89                   |
|                            | Conservatore                                 | Phil Chadwick              | 6 872                   | 18,45                   |
|                            | Verdi                                        | Robert Hodgetts-Haley      | 2 745                   | 7,37                    |
|                            | Workers                                      | Audel Shirin               | 1 227                   | 3,29                    |
|                            | Indipendente                                 | Ian Owen                   | 1 214                   | 3,26                    |
|                            | Lib Dem                                      | Kamala Kugan               | 1 080                   | 2,90                    |
|                            |                                              |                            |                         |                         |
| Iscritti                   | Iscritti                                     | Iscritti                   | 72 265                  | 100,00                  |
| ↳ Votanti (% su iscritti)  | ↳ Votanti (% su iscritti)                    | ↳ Votanti (% su iscritti)  | 37 239                  | 51,53                   |
| ↳ Astenuti (% su iscritti) | ↳ Astenuti (% su iscritti)                   | ↳ Astenuti (% su iscritti) | 35 026                  | 48,47                   |
|                            |                                              |                            |                         |                         |
|                            | Esito: collegio confermato a Laburista Co-Op |                            |                         |                         |

### Elezioni negli anni 2010
| Partito                    | Partito                                      | Candidato                  | Risultati 12 dicembre 2019 | Risultati 12 dicembre 2019 |
| Partito                    | Partito                                      | Candidato                  | Voti                       | %                          |
| -------------------------- | -------------------------------------------- | -------------------------- | -------------------------- | -------------------------- |
|                            | Laburista Co-Op                              | Jonathan Reynolds          | 19 025                     | 44,90                      |
|                            | Conservatore                                 | Tayub Amjad                | 16 079                     | 37,95                      |
|                            | Brexit                                       | Julian Newton              | 3 591                      | 8,48                       |
|                            | Lib Dem                                      | Jamie Dwan                 | 1 827                      | 4,31                       |
|                            | Verdi                                        | Julie Wood                 | 1 411                      | 3,33                       |
|                            | Liberale                                     | John Edge                  | 435                        | 1,03                       |
|                            |                                              |                            |                            |                            |
| Iscritti                   | Iscritti                                     | Iscritti                   | 73 064                     | 100,00                     |
| ↳ Votanti (% su iscritti)  | ↳ Votanti (% su iscritti)                    | ↳ Votanti (% su iscritti)  | 42 512                     | 58,18                      |
| ↳ Astenuti (% su iscritti) | ↳ Astenuti (% su iscritti)                   | ↳ Astenuti (% su iscritti) | 30 552                     | 41,82                      |
|                            |                                              |                            |                            |                            |
|                            | Esito: collegio confermato a Laburista Co-Op |                            |                            |                            |

| Partito                    | Partito                                      | Candidato                  | Risultati 8 giugno 2017 | Risultati 8 giugno 2017 |
| Partito                    | Partito                                      | Candidato                  | Voti                    | %                       |
| -------------------------- | -------------------------------------------- | -------------------------- | ----------------------- | ----------------------- |
|                            | Laburista Co-Op                              | Jonathan Reynolds          | 24 277                  | 57,18                   |
|                            | Conservatore                                 | Tom Dowse                  | 16 193                  | 38,14                   |
|                            | Lib Dem                                      | Paul Ankers                | 996                     | 2,35                    |
|                            | Verdi                                        | Julie Wood                 | 991                     | 2,33                    |
|                            |                                              |                            |                         |                         |
| Iscritti                   | Iscritti                                     | Iscritti                   | 71 404                  | 100,00                  |
| ↳ Votanti (% su iscritti)  | ↳ Votanti (% su iscritti)                    | ↳ Votanti (% su iscritti)  | 42 457                  | 59,46                   |
| ↳ Astenuti (% su iscritti) | ↳ Astenuti (% su iscritti)                   | ↳ Astenuti (% su iscritti) | 28 947                  | 40,54                   |
|                            |                                              |                            |                         |                         |
|                            | Esito: collegio confermato a Laburista Co-Op |                            |                         |                         |

| Partito                    | Partito                                      | Candidato                  | Risultati 7 maggio 2015 | Risultati 7 maggio 2015 |
| Partito                    | Partito                                      | Candidato                  | Voti                    | %                       |
| -------------------------- | -------------------------------------------- | -------------------------- | ----------------------- | ----------------------- |
|                            | Laburista Co-Op                              | Jonathan Reynolds          | 18 447                  | 44,96                   |
|                            | Conservatore                                 | Martin Riley               | 11 761                  | 28,66                   |
|                            | UKIP                                         | Angela McManus             | 7 720                   | 18,81                   |
|                            | Verdi                                        | Jenny Ross                 | 1 850                   | 4,51                    |
|                            | Lib Dem                                      | Peter Flynn                | 1 256                   | 3,06                    |
|                            |                                              |                            |                         |                         |
| Iscritti                   | Iscritti                                     | Iscritti                   | 69 080                  | 100,00                  |
| ↳ Votanti (% su iscritti)  | ↳ Votanti (% su iscritti)                    | ↳ Votanti (% su iscritti)  | 41 034                  | 59,40                   |
| ↳ Astenuti (% su iscritti) | ↳ Astenuti (% su iscritti)                   | ↳ Astenuti (% su iscritti) | 28 046                  | 40,60                   |
|                            |                                              |                            |                         |                         |
|                            | Esito: collegio confermato a Laburista Co-Op |                            |                         |                         |

| Partito                    | Partito                                      | Candidato                  | Risultati 6 maggio 2010 | Risultati 6 maggio 2010 |
| Partito                    | Partito                                      | Candidato                  | Voti                    | %                       |
| -------------------------- | -------------------------------------------- | -------------------------- | ----------------------- | ----------------------- |
|                            | Laburista Co-Op                              | Jonathan Reynolds          | 16 189                  | 39,60                   |
|                            | Conservatore                                 | Rob Adlard                 | 13 445                  | 32,89                   |
|                            | Lib Dem                                      | John Potter                | 6 965                   | 17,04                   |
|                            | BNP                                          | Anthony Jones              | 2 259                   | 5,53                    |
|                            | UKIP                                         | John Cooke                 | 1 342                   | 3,28                    |
|                            | Verdi                                        | Ruth Bergan                | 679                     | 1,66                    |
|                            |                                              |                            |                         |                         |
| Iscritti                   | Iscritti                                     | Iscritti                   | 69 052                  | 100,00                  |
| ↳ Votanti (% su iscritti)  | ↳ Votanti (% su iscritti)                    | ↳ Votanti (% su iscritti)  | 40 879                  | 59,20                   |
| ↳ Astenuti (% su iscritti) | ↳ Astenuti (% su iscritti)                   | ↳ Astenuti (% su iscritti) | 28 173                  | 40,80                   |
|                            |                                              |                            |                         |                         |
|                            | Esito: collegio confermato a Laburista Co-Op |                            |                         |                         |

### Elezioni negli anni 2000
| Partito                    | Partito                                | Candidato                  | Risultati 5 maggio 2005 | Risultati 5 maggio 2005 |
| Partito                    | Partito                                | Candidato                  | Voti                    | %                       |
| -------------------------- | -------------------------------------- | -------------------------- | ----------------------- | ----------------------- |
|                            | Laburista                              | James Purnell              | 17 535                  | 49,65                   |
|                            | Conservatore                           | Lisa Boardman              | 9 187                   | 26,02                   |
|                            | Lib Dem                                | Viv Bingham                | 5 532                   | 15,67                   |
|                            | BNP                                    | Nigel Byrne                | 1 399                   | 3,96                    |
|                            | Verdi                                  | Mike Smee                  | 1 088                   | 3,08                    |
|                            | UKIP                                   | John Whittaker             | 573                     | 1,62                    |
|                            |                                        |                            |                         |                         |
| Iscritti                   | Iscritti                               | Iscritti                   | 66 007                  | 100,00                  |
| ↳ Votanti (% su iscritti)  | ↳ Votanti (% su iscritti)              | ↳ Votanti (% su iscritti)  | 35 314                  | 53,50                   |
| ↳ Astenuti (% su iscritti) | ↳ Astenuti (% su iscritti)             | ↳ Astenuti (% su iscritti) | 30 693                  | 46,50                   |
|                            |                                        |                            |                         |                         |
|                            | Esito: collegio confermato a Laburista |                            |                         |                         |

| Partito                    | Partito                                | Candidato                  | Risultati 7 giugno 2001 | Risultati 7 giugno 2001 |
| Partito                    | Partito                                | Candidato                  | Voti                    | %                       |
| -------------------------- | -------------------------------------- | -------------------------- | ----------------------- | ----------------------- |
|                            | Laburista                              | James Purnell              | 17 781                  | 55,49                   |
|                            | Conservatore                           | Andrew R. Reid             | 8 922                   | 27,84                   |
|                            | Lib Dem                                | Brendon Jones              | 4 327                   | 13,50                   |
|                            | UKIP                                   | Frank Bennett              | 1 016                   | 3,17                    |
|                            |                                        |                            |                         |                         |
| Iscritti                   | Iscritti                               | Iscritti                   | 66 210                  | 100,00                  |
| ↳ Votanti (% su iscritti)  | ↳ Votanti (% su iscritti)              | ↳ Votanti (% su iscritti)  | 32 046                  | 48,40                   |
| ↳ Astenuti (% su iscritti) | ↳ Astenuti (% su iscritti)             | ↳ Astenuti (% su iscritti) | 34 164                  | 51,60                   |
|                            |                                        |                            |                         |                         |
|                            | Esito: collegio confermato a Laburista |                            |                         |                         |

## Risultati dei referendum

### Referendum sulla permanenza del Regno Unito nell'Unione europea del 2016
|             | Collegio             | Lasciare UE % | Rimanere in UE % |
| ----------- | -------------------- | ------------- | ---------------- |
|             | Stalybridge and Hyde | 59,3%         | 40,7%            |
| Inghilterra | 53,3%                | 46,7%         |                  |
| Regno Unito | 51,9%                | 48,1%         |                  |